# Lasersko hlađenje
| 1 | Stacionarni atom ne vidi laser, ni crveno, ni plavo pomeren, i ne apsorbuje foton. |
| 2 | Atom koji se udaljava od lasera vidi ga u crvenom pomeranju i ne apsorbuje foton. |
| 3 | 1) Atom koji se kreće ka laseru vidi ga pomerenog u plavo i apsorbuje foton, usporavajući atom. 2) Foton pobuđuje atom, pomerajući elektron u više kvantno stanje. 3) Atom ponovo emituje foton, ali u slučajnom pravcu. Vektori impulsa atoma bi se dodali originalu da su istog pravca, ali nisu tako da je atom gubi energiju i stoga se hladi. |

Lasersko hlađenje uključuje nekoliko tehnika gde se atomi, molekuli i mali mehanički sistemi hlade laserskom svetlošću. Usmerena energija lasera se često povezuje sa grejnim materijalima, npr. lasersko sečenje, tako da to može biti kontraintuitivno da lasersko hlađenje često dovodi do toga da se temperature uzorka približavaju apsolutnoj nuli. To je rutinski korak u mnogim eksperimentima atomske fizike gde se laserski hlađeni atomi zatim manipulišu i mere, ili u tehnologijama, kao što su kvantne računarske arhitekture zasnovane na atomu. Lasersko hlađenje se oslanja na promenu impulsa kada objekat, kao što je atom, apsorbuje i ponovo emituje foton (česticu svetlosti). Na primer, ako laserska svetlost osvetli topli oblak atoma iz svih pravaca i frekvencija lasera je podešena ispod atomske rezonance, atomi će se ohladiti. Ovaj uobičajeni tip laserskog hlađenja se oslanja na Doplerov efekat gde će pojedinačni atomi prvenstveno apsorbovati lasersku svetlost iz smera suprotnog kretanju atoma. Apsorbovanu svetlost atom ponovo emituje u slučajnom pravcu. Posle ponovljene emisije i apsorpcije svetlosti, neto efekat na oblak atoma je da će se oni sporije širiti. Sporije širenje odražava smanjenje distribucije brzina atoma, što odgovara nižoj temperaturi i stoga su atomi ohlađeni. Za ansambl čestica, njihova termodinamička temperatura je proporcionalna varijansi njihove brzine, stoga što je niža raspodela brzina, to je niža temperatura čestica.
Nobelovu nagradu za fiziku 1997. dobili su Klod Koen-Tanuđi, Stiven Ču i Vilijam Danijel Filips „za razvoj metoda za hlađenje i hvatanje atoma laserskom svetlošću“.

## Literatura
- Foot, C. J. (2005). Atomic Physics. Oxford University Press. ISBN 978-0-19-850695-9.
- Cohen-Tannoudji, Claude; Guéry-Odelin, David (2011). Advances in Atomic Physics. ISBN 978-981-277-496-5. doi:10.1142/6631.
- Bowley, Roger; Copeland, Ed (2010). „Laser Cooling”. Sixty Symbols. Brady Haran for the University of Nottingham.
- Laser Cooling HyperPhysics
- PhysicsWorld series of articles by Chad Orzel:
  - Cold: how physicists learned to manipulate and move particles with laser cooling
  - Colder: how physicists beat the theoretical limit for laser cooling and laid the foundations for a quantum revolution
  - Coldest: how a letter to Einstein and advances in laser-cooling technology led physicists to new quantum states of matter